# Kastell Cardean

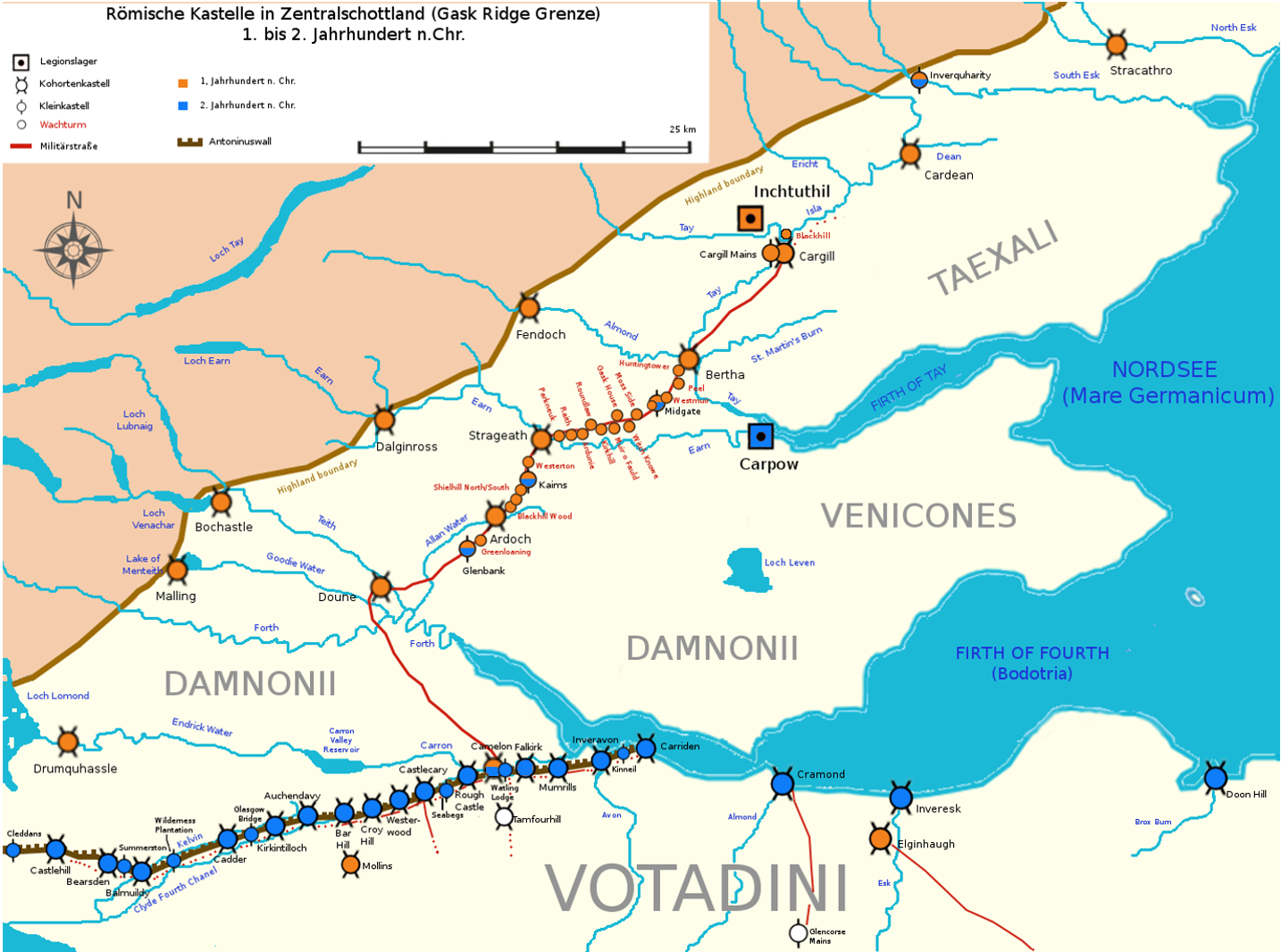
Kastell- und Wachturmkette der Gask Ridge sowie Verlauf der Militärstraße (85 n. Chr.)

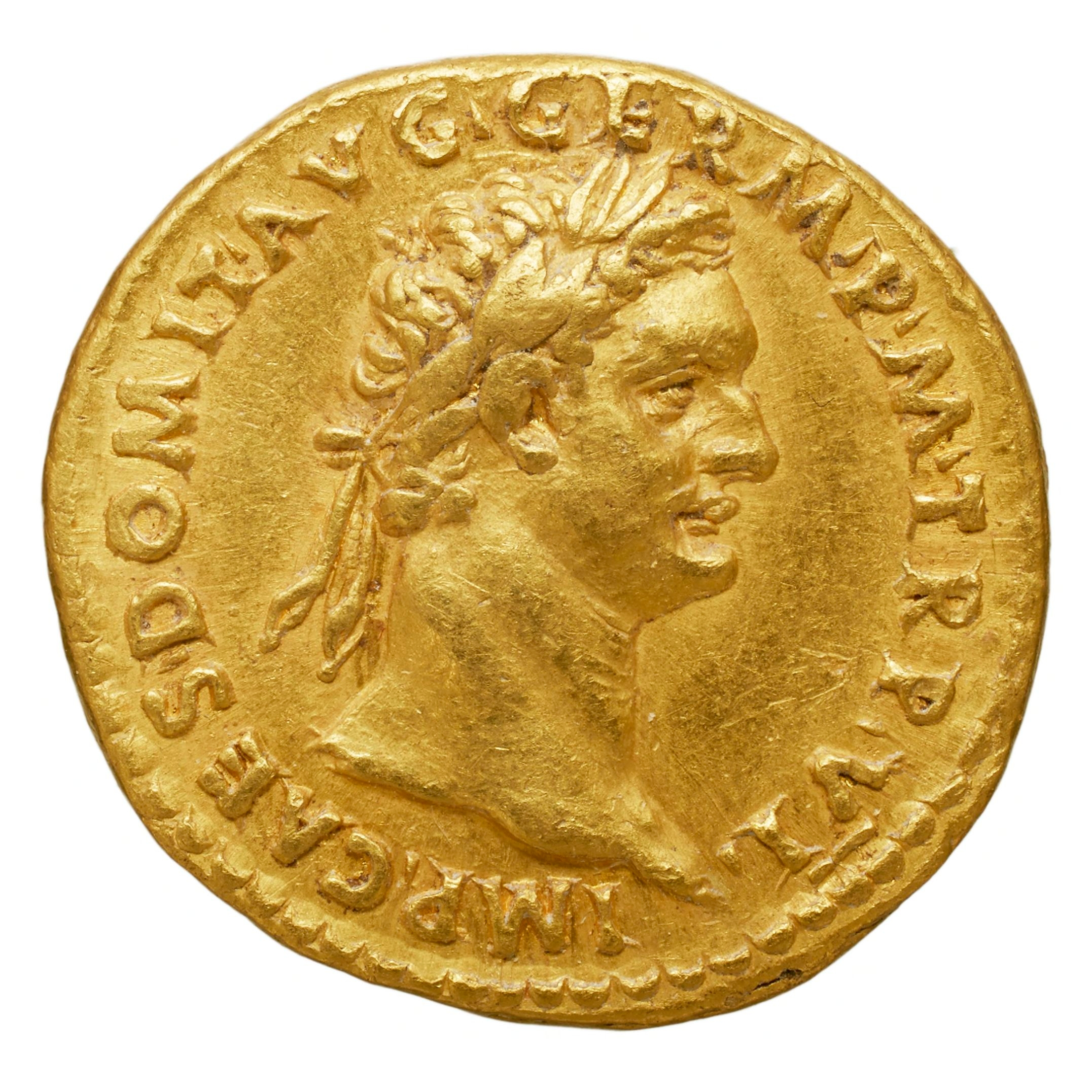
Münzportrait des Domitian

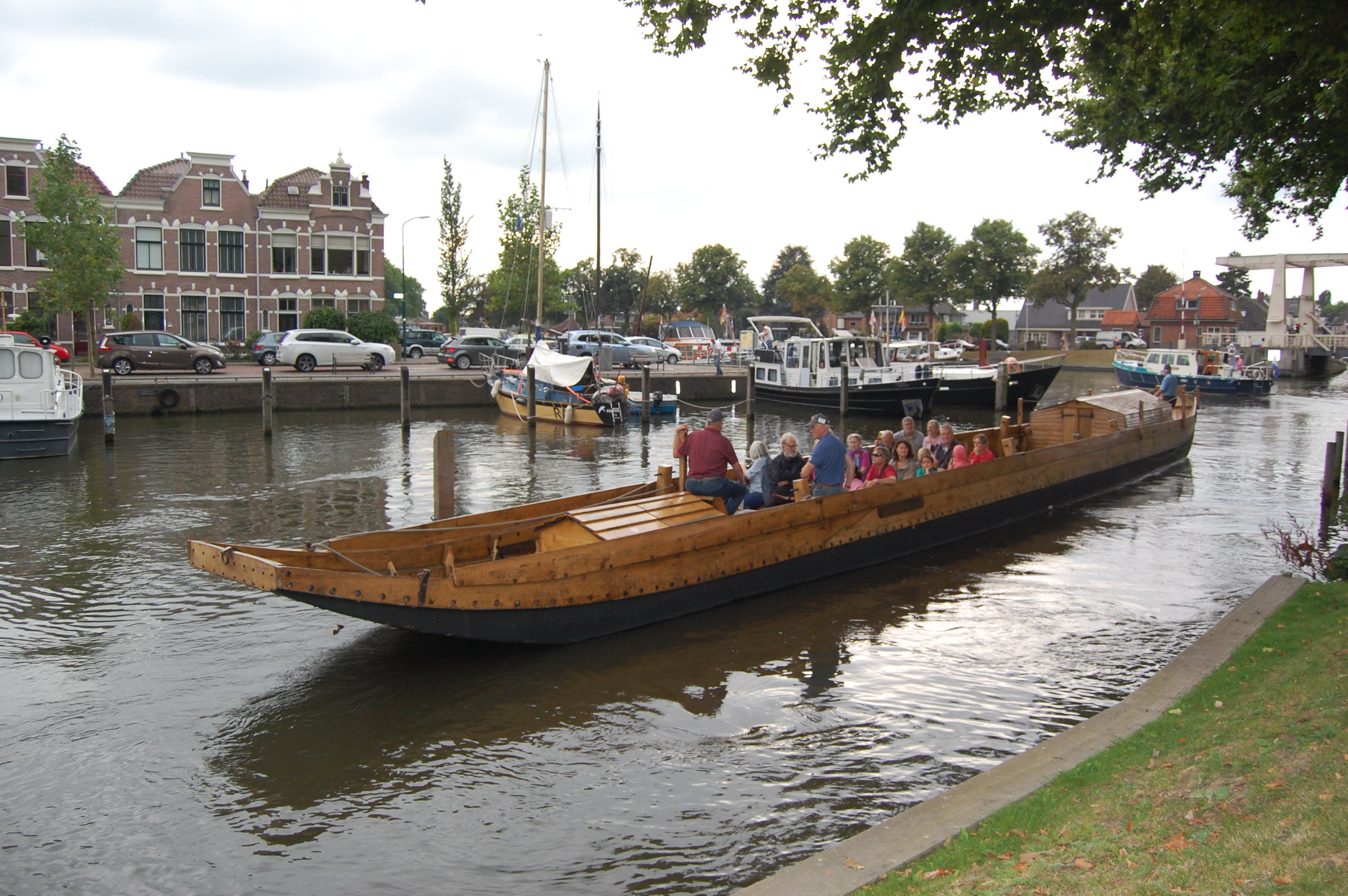
Rekonstruktion eines römischen Flussfrachters

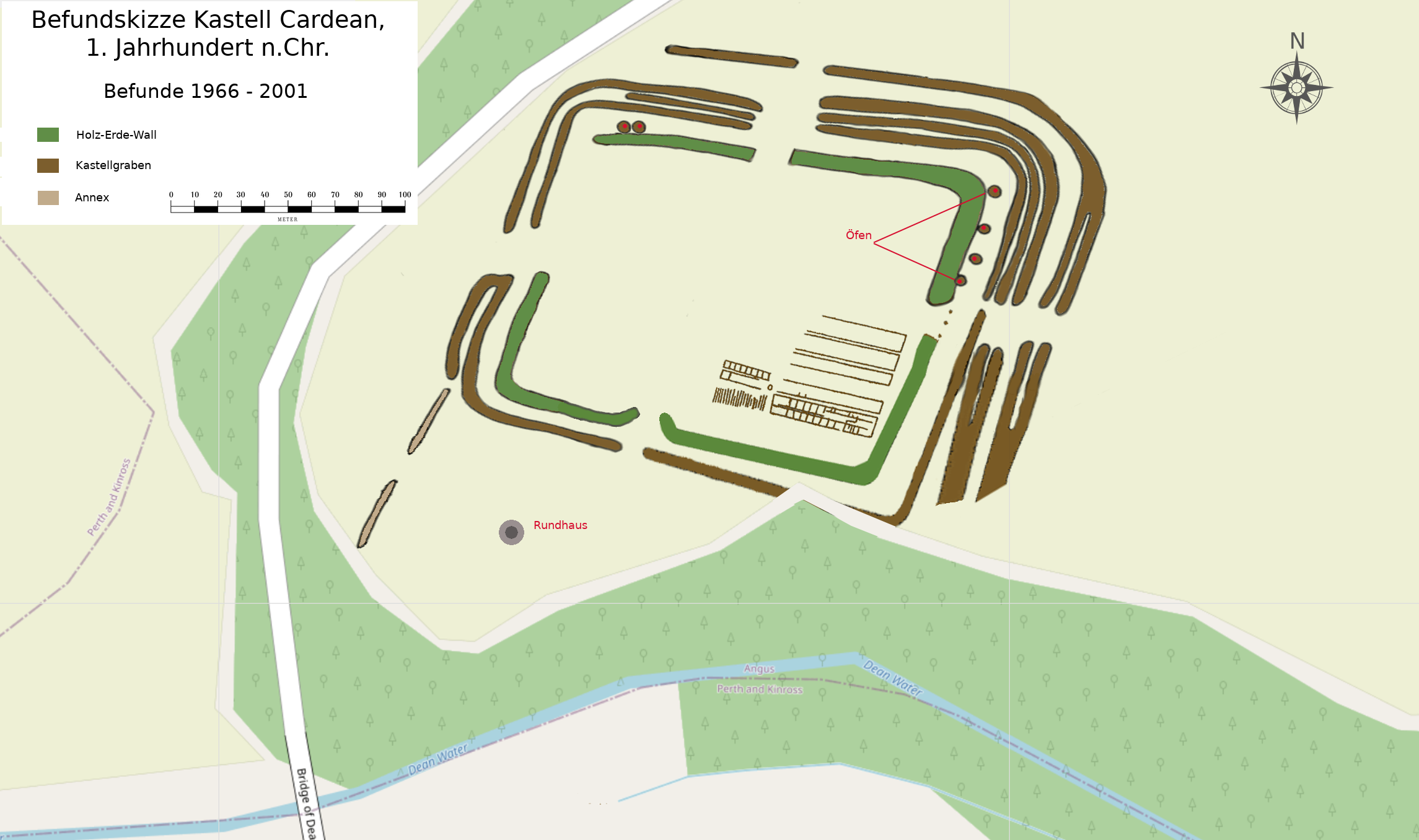
Befundskizze 1966–2001

Kastell Cardean war ein römisches Hilfstruppenkastell auf dem Gebiet des Civil Parish Alyth im Council Perth and Kinross in Schottland.
Cardean zählte vermutlich zum zentralschottischen Limes (siehe auch Gask Ridge) und zu den größten Holz-Erde-Kastellen in Großbritannien. Es war zudem von einem komplexen Grabensystem umgeben, das auch einen Annex miteinbezog. Die Funde bestätigen seine Besetzung in flavianischer Zeit, die wohl kurz nach 86 n. Chr. endete, als sich die Römer hinter die Forth/Clyde-Linie (Antoninuswall) zurückzogen. In diesem Artikel wird auch das benachbarte temporäre Marschlager behandelt.

## Forschungsgeschichte
Cardean ist seit den 1930er Jahren als Standort einer römischen Befestigung bekannt und wurde auf Luftaufnahmen entdeckt. Ab den 1960er Jahren wurden hier von Anne Robertson (Glasgow) und J. Robertson (Dundee) archäologische Grabungen vorgenommen. Das Areal fungierte für einen Großteil dieser Zeit als Standort der Scottish Field School of Archaeology. Das Kastell wurde zwischen 1966 und 1988 partiell ausgegraben, die Untersuchungen fanden hauptsächlich im Nordwesten des Lagerareals statt. Es befand sich im Zentrum eines eisenzeitlichen Gräberfelds, von dem die nächstgelegene Bestattung unmittelbar außerhalb seiner Verteidigungsanlagen lag. Die Ausgrabungen im Kastell selbst erbrachten auch einige Scherben eisenzeitlicher Keramik. Die in Cardean gefundenen Glas- und Keramikfragmente zeigen – nicht überraschend – enge Verbindungen zu den Fundspektren der anderen flavianischen Festungen in dieser Region. Geborgen wurden u. a. ein Klumpen Rohglas und einige Fragmente von Abfallprodukten aus der Glasbearbeitung, was einige interessante Fragen zur Lieferung von solchen Waren in das Gebiet in der flavianischen Zeit aufwirft. Eine Analyse der Funde legte zwei Konzentrationen nahe: eine in den Grabenfüllungen außerhalb der Tore und eine zweite nahe einem mutmaßlichen Kasernenblock. Grabenablagerungen von Funden sind ein bekanntes Phänomen bei den Kastellen im Nordwesten des Römischen Reiches und werden normalerweise mit ihrer Auflassung in Verbindung gebracht. Fundansammlungen um die Soldatenunterkünfte wurden auch an anderen Grabungsstellen erkannt, z. B. in Vindolanda (Bauphase V) und in Ribchester und sind in der Regel ein Indikator für eine längere Nutzung einer Baracke, wobei der alltägliche Müll, darunter auch Glasbruch, oft in unmittelbarer Nähe entsorgt wurde. Dies deutet zumindest auf eine durchgehende Besetzung des Lagers während seiner kurzen Nutzungsgeschichte hin. Eine Untersuchung eines 7,3 ha großen Areals mittels Bodenradar (2001) durch das Roman-Gask-Projekt sollte die genaue Position des Annex klären und das angenommene Badehaus lokalisieren. Das Untersuchungsprogramm umfasste auch Feldbegehungen in Zusammenarbeit mit der Perthshire Society for Natural Science-Archaeology über das abgeerntete Feld in Abständen von 10 m und 2 m sowie eine Metalldetektoruntersuchung des Bodens. Die Veröffentlichung der Ergebnisse der 10-jährigen Ausgrabungen durch – die mittlerweile verstorbene – Anne Robertson wurde von Birgitta Hoffmann durchgeführt, während das RCAHMS eine eingehende Analyse der Luftaufnahmen der letzten 60 Jahre vorgenommen hat.

## Fundspektrum
Zu den Funden zählen eine Bronzebüste der Minerva, eine eiserne Speerspitze, ein eiserner Speerschuh und Fragmente eines Pferdegeschirrs aus versilberter Bronze. Alle Keramikfragmente (Samian ware), die in der Umgebung des Lagers geborgen wurden, waren südgallisch und in flavianisch-trajanische Zeit datierbar. Die Grobware war ausnahmslos flavianisch. Gefunden wurden neben einer größeren Menge Blei auch zwei stark abgeschliffene Kupferscheiben, wahrscheinlich römische Münzen, die von David Shotter vorläufig als vespasianisch identifiziert wurden. Dies passt auch gut zu den bisherigen Münzfunden der Gask Ridge, die vor allem aus domitianischer Zeit stammten.

## Lage
Das Dorf Meigle liegt im schmalsten Teil des fruchtbaren Strathmore Valley, südlich der Flüsse Isla und Dean Water. Das Kastell stand 2 km nördlich davon auf einem annähernd dreieckigen Plateau über dem Zusammenfluss von Dean Water und Isla, beides sehr fischreiche Flüsse, die auch für ihre häufig auftretenden Überschwemmungen berüchtigt sind. Die Isla kann auch heute noch (saisonal) mit flachgehenden Boote bis nach Balbirnie, südlich von Ruthven und stromaufwärts von Cardean, befahren werden. Wahrscheinlich wurden die Kastelle von Bertha, Inchtuthil, Cargill und Cardean ursprünglich auch von Isla und Tay aus mit Nachschub versorgt. Starke Regenfälle und Hochwasser während der Vermessungen von 2001 ermöglichten die Dokumentation eines verlandeten Altarms am äußersten Rand des Plateaus, was darauf hindeutet, dass in der Antike vom Kastell aus ein direkter Wasserweg zur Isla existiert haben muss. Dies könnte auch das Fehlen von archäologischen Beweisen für römische Straßen in Strathmore – außerhalb der Umgebung von Inchtuthil – erklären. Die Militärstraße entlang der Gask Ridge verlief wohl beim Kleinkastell Inverquharity zum Kastell Cargill. Große Flächen des heutigen Ackerlandes waren in der römischen Antike noch Sumpfgebiet. Es war von vielen kleinen Seen geprägt, die später trockengelegt oder stark verkleinert wurden, während die Flüsse Dean, Isla und Ericht wesentlich größere Flächen überfluteten als heute. Unter diesen Bedingungen war nutzbares Land nur spärlich vorhanden, ebenso wurde dadurch der Reiseverkehr in den Flusstälern erschwert. Cardean sicherte den einzigen Streifen trockenen Bodens der sich nach Norden in Richtung Alyth zog. Dieser wiederum knüpfte an einen ähnlichen Landstreifen entlang der Nordseite des Straths an, was dem Kastell eine Schlüsselposition in dieser Region verlieh.

## Entwicklung
In Britannien drang die Armee unter Domitian (81–96) bis nach Schottland vor und etablierte ein Netz von Garnisonen, das sich von der Landenge zwischen Forth-Clyde weiter nordöstlich von Camelon über Ardoch, Strageath und Bertha bis zur Legionfestung in Inchtuthil und sich dann noch weiter über Cardean zu seinem nördlichsten Punkt, dem Kastell Stracathro erstreckte. Eine zweite Linie, die weiter nördlich angelegt wurde, verlief von Drumquassle über Bochastle und Dalginross nach Fendoch, die sich jeweils am Ausgang eines Hochlandtals (sog. Glen Blocker) befanden. Das Kastell in Cardean könnte schon in der Amtszeit des Statthalters Gnaeus Iulius Agricola gegründet worden sein, wahrscheinlich geschah dies aber erst um 85 n. Chr., unter seinem Nachfolger Sallustius Lucullus. Die geografische Lücke zwischen Cardean und dem nächstgelegenen Kastell Stracathro deutet darauf hin, dass wohl noch irgendwo dazwischen eine weitere römische Festung auf ihre Entdeckung wartet. Die Ausgrabungen in Cardean haben ergeben, dass es wohl nur sehr kurze Zeit besetzt war, möglicherweise schon um 86, als die Legio XX Valeria Victrix aus Inchtuthil zurückgezogen wurde, aber sicher spätestens um 90, als auch alle anderen Stützpunkte nördlich der Forth-Clyde Linie aufgegeben wurden. Dennoch gab es Anzeichen dafür, dass zumindest Teile der Verteidigungsanlagen mindestens einmal erneuert wurden. Cardean unterstützt somit die zunehmenden Beweise dafür, dass die Besatzung im 1. Jahrhundert wohl länger dauerte als angenommen.
Es existieren Berichte von Zeitzeugen, dass die römischen Wälle und Gräben noch bis zum Ende des 19. Jahrhunderts deutlich sichtbar waren. Dies lässt annehmen, dass sie durch die Besatzung bei ihrem Abzug nicht vollständig zerstört wurden, wie andernorts nachgewiesen werden konnte. Es ist auch denkbar, dass sich die indigene Bevölkerung danach auf dem Areal nördlich seiner Verteidigungsanlagen erneut ansiedelte.

## Kastell
Der Kastellstandort wird heute landwirtschaftlich genutzt, aber die Wälle sind noch als langgezogene Bodenerhebungen sichtbar, die von einem breiten Graben im Nordosten und Südosten begleitet wird. Nach den Luftbildaufnahmen zu urteilen scheint das Lager auch über einen (oder auch zwei) südlichen Annex verfügt haben, der anhand seines westlichen Wehrgrabens erkannt wurde. Er verlief vom Kastell bis zum Ufer des Dean Water. Das Kastell hatte ansonsten den für diese Zeitperiode typischen spielkartenförmigen Grundriss und maß etwa 180 m × 140 m (ca. 2,5 ha). Die Bodenradaruntersuchungen von 2001 ermöglichten aber eine Neubewertung der Größe der Festung, die wohl in Wirklichkeit ein Areal von 207 × 179 m, ca. 3,5 ha, umfasste, was sie zu einem der größten römischen Hilfstruppenkastelle in Britannien machen würde.
Der größte Teil der Festung ist auf den Luftaufnahmen sichtbar. Die südöstliche Ecke sowie ein Teil des Areals des Annexes wurden im Laufe der Zeit vom Dean Water abgeschwemmt. John St. Joseph vermutete, dass es in Cardean – aufgrund der unterschiedlichen Breite der Gräben und Wälle – mehr als nur eine Befestigung gegeben haben könnte. Die Ausgrabungen von 1968 bis 1972 durch die Scottish Field School of Archaeology unter der Leitung von Anne Robertson ergaben, dass die Verteidigungsanlagen im Norden und Südosten aus einem Erdwall bestanden, der von vier äußeren Gräben geschützt wurde. Lücken im Wall markieren die Standorte von drei Toren in NO, SO und SW. Nordost- und Südostwall waren ca. 168 Meter lang und sollen eine Breite von 6,1 m gehabt haben. Sie verfügten jeweils über ein zentral platziertes Tor, des Weiteren waren auf den Luftbildern zwei Hauptstraßen und einige Seitenstraßen erkennbar. Eine von ihnen führt von Nordosten nach Südwesten und verlässt das SW-Tor durch einen Hohlweg, der zum Dean Water führt. Das 12 m breite NO-Tor zeigt zudem Spuren einer Bepflasterung, ist leicht nach Süden verzogen, da es an einem Geländekamm ausgerichtet war.
Es ist bemerkenswert, dass die Anzahl der Gräben an jeder Seite der Festung unterschiedlich ist. An der Nordseite waren es vier, fünf auf der Ostseite und einer an der Südseite, letztere wurde aber auch durch den Graben des südlichen Annex geschützt. Dies könnte bedeuten, dass die Ostseite offensichtlich als am meisten gefährdet angesehen wurde. An der Ostecke der Festung wurden drei der Gräben näher untersucht, der innere 4,8 m breit und 1,5 m tief, der zweite 8,2 m und 2,4 m tief, der dritte 16 m breit und 2,7 m tief. Übergänge konnten an den beiden nordwestlichen Gräben nachgewiesen werden. Zusätzlichen Schutz bot ein Graben, der das Kastellplateau etwa 180 m nordöstlich der Festung überquerte und von der Straße geschnitten wurde, die vom NO-Tor ausging.
Das Innere des Kastells wird durch eine Straße aus dem 18. Jahrhundert mit seitlichen Abzugsgräben gestört, das die Spuren des römischen Straßennetzes teilweise verwischt, erstere scheint aber auch von einer Straße aus der frühen Neuzeit überlagert worden zu sein. Es verfügte sicher über die für frühkaiserzeitliche Lager standardmäßigen Gebäude. Die Ausgrabungen zwischen 1966 und 1975 ergaben Spuren von fünf Holzbaracken (Contubernium) sowohl in der Prätentura als auch in der Rätentura sowie in einem großen Getreidespeicher (Horreum). Alle Gebäude bestanden aus Holz, von denen einige freigelegt wurden. Ein von Nord nach Süd ausgerichteter Barackenblock im südlichen Teil der Festung wurde 1972 vollständig ausgegraben und hatte eine Größe von 48,8 × 9,8 m. Ein von Ost nach West orientierter Barackenblock im nördlichen Teil der Festung wurde 1975 freigelegt und hatte eine Größe von 27 × 4,5 m. Der 1972 – teilweise – untersuchte Speicherbau wurde anhand seiner 21 parallel angelegten Balkengräbchen mit einer Größe von 30 × 9 m erkannt.
Innerhalb der Befestigung waren auch Straßenzüge erkennbar, insbesondere entlang des nördlichen Walls und in der südwestlichen Ecke. An der Innenseite des Walles verlief die gepflasterte Inter-Vallum-Straße. An der Straße selbst stand vermutlich ein hölzerner Barackenblock im rechten Winkel zum Wall. Im Zentrum stand zudem eine große rechteckige Struktur, allerdings in einer anderen Ausrichtung als die Hauptachse der römischen Festung. Darüber kann zurzeit nur wenig gesagt werden, vielleicht gehörte sie zu einer mittelalterlichen oder frühneuzeitlichen Siedlung.
Anne Robertson verwies in ihren Aufzeichnungen auch auf eine Fabrica, bzw. einen Werkstattbereich im Kastell. Dieser konnte zwar bei den ausgegrabenen Gebäuderesten nicht nachgewiesen werden, dessen Vorhandensein darf aber aufgrund von Konzentrationen von Metallschlacke und möglichen Glasabfällen in der Verfüllung der Festungsgräben angenommen werden.

## Garnison
Es ist wahrscheinlich, dass in der Festung aufgrund ihrer Größe zwei separate Einheiten der Hilfstruppen (Auxiliar) untergebracht waren. Es gibt aber zu wenig Funde, um zu verifizieren, welche Einheiten genau dort lagen. Eine Reihe von Gruben in den vorderen Räumen der Kasernen könnte bedeuten, dass sie als Pferdeställe genutzt wurden. Man barg dort – wie oben schon erwähnt – nur ein Fragment eines Pferdegeschirrs aus einer Bronzelegierung, der häufig mit der Reiterausrüstung des ersten Jahrhunderts in Verbindung gebracht werden konnte. Letzterer bestätigt zwar die Anwesenheit von Pferden, aber nicht zwangsläufig die Anwesenheit einer Kavallerieeinheit (Ala) oder auch nur einer teilberittenen Einheit (Cohors equitata), da in jeder römischen Festung Reitpferde für die höheren Offiziere oder als Lasttiere eingesetzt wurden. Interessanterweise passt aber auch sein Standort gut zu einem Reiterkastell (siehe auch Abschnitt Lage). Um die Sicherungsaufgaben erfüllen zu können, waren ausgedehnte Patrouillengänge erforderlich. Tatsächlich gibt es im gesamten Römischen Reich Beweise dafür, dass Festungen in Feuchtgebieten meist Reitereinheiten beherbergten.

## Vicus
Eine dem Kastell zugehörige Zivilsiedlung könnte sich östlich des Kastells befunden haben. Die Bodenradaruntersuchungen der Annexe und das Gebiet nördlich der Festung zeigten keine Hinweise auf ein Badehaus (Balineum), sondern lieferten stattdessen viele Beweise für prähistorische oder möglicherweise frühgeschichtliche Siedlungsaktivitäten, meistens Gruben und Rundhäuser. Vielleicht die Reste eines brito-keltischen Dorfes, das südlich des Kastells stand. Auch an der Nordseite des Kastells wurden kreisförmige Bodenmerkmale (möglicherweise ebenfalls die Reste von Rundhäusern) beobachtet. Diese scheinen mit einem gegabelten Graben verbunden zu sein, was auf ein prähistorisches Grabensystem auf dem Gelände sowie auf eine Reihe von Gruben hindeutet. Im südlichen Teil des Plateaus, nahe der Erosionskante des Dean Water, wurde ein weiteres – mutmaßliches – Rundhaus festgestellt. Auch der Fund von eisenzeitlicher Keramik im Inneren der Festung und unter dem Wall lässt darauf schließen, dass dort ursprünglich eine indigene Siedlung stand, die vermutlich dem Kastell weichen musste.

## Marschlager

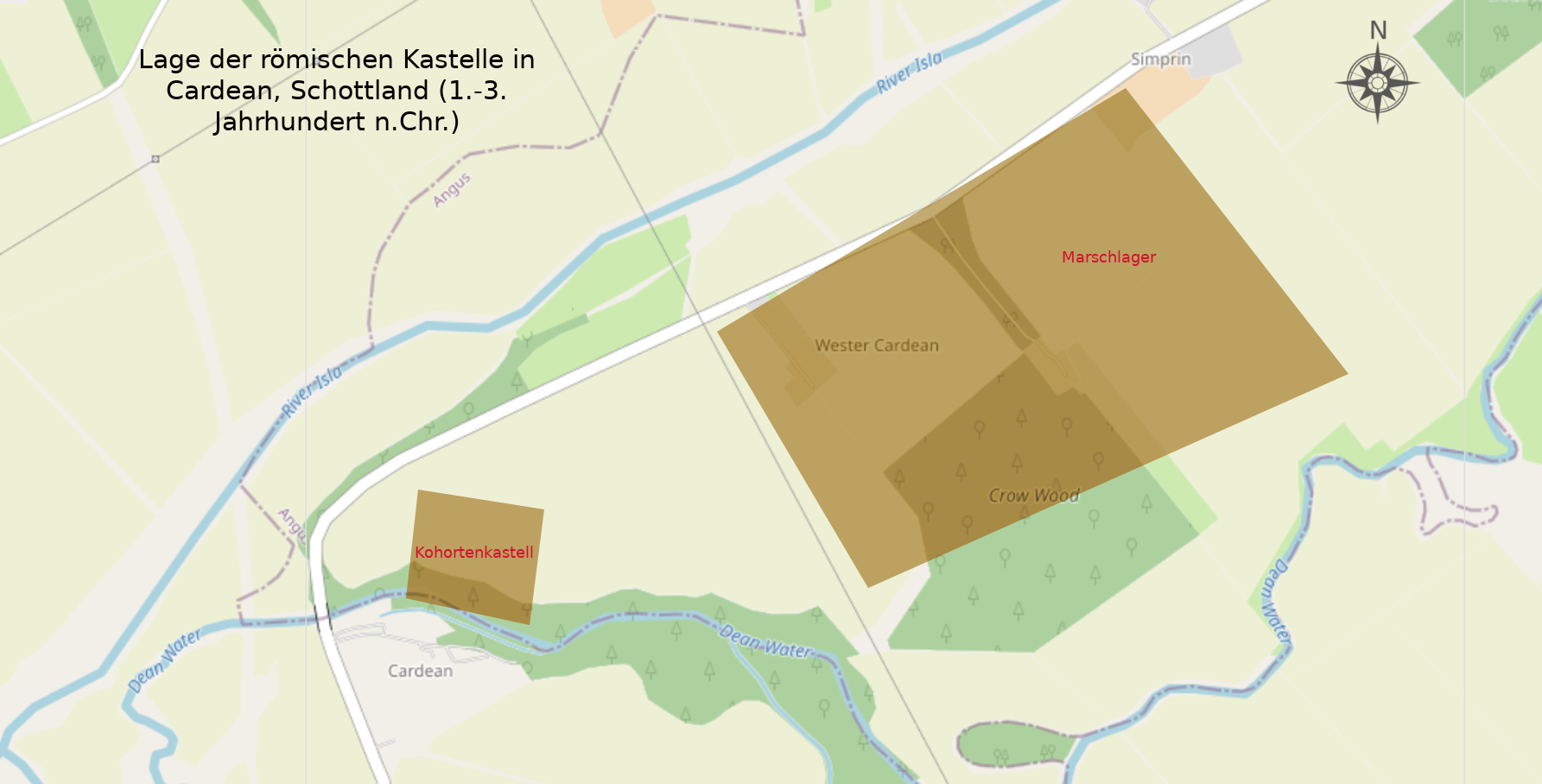
Lageskizze Kastell und Marschlager

Dieses Bodendenkmal (Cardean I) besteht aus den Überresten eines römischen Lagers, das möglicherweise im Feldzug des Septimius Severus von 208 bis 211 n. Chr. angelegt wurde, sowie einem Ringgraben, wahrscheinlich die Überreste eines prähistorischen Grabhügels. Seine Bedeutung wird durch die Nähe zum Kastell Cardean und durch die Tatsache bestimmt, dass ein Teil des Walls und des Grabens noch erhalten sind, was bei solchen Befestigungen nur sehr selten vorkommt. Man nimmt an, dass bei zukünftigen Grabungen in den Verfüllungen der Lagergräben, organische Überreste und noch andere wichtige Artefakte geborgen werden könnten. Innerhalb des Lagers besteht weiters eine hohe Wahrscheinlichkeit gut erhaltene Müllgruben, Latrinen oder Backöfen untersuchen zu können.
Es wurde von John St. Joseph in den frühen 1950er Jahren aus der Luft entdeckt, etwas östlich der flavianischen Hilfstruppenfestung. Das Dorf Meigle liegt etwas mehr als 1 km südwestlich. Das vermutlich mehrphasige Lager stand auf demselben Plateau östlich des Zusammenflusses von Isla und Dean Water wie das Kastell. Das Gelände ist heute hauptsächlich von Ackerland umgeben und befindet sich nördlich des Dean Water, bzw. südlich der Isla auf relativ ebenem Gelände und etwa 60 m über dem Meeresspiegel. Sein leicht nach Norden abfallendes Terrain erstreckt sich zwischen der Wester Cardean und der Simprin Farm, an dessen nördlichem Rand eine Straße verläuft. Heute sind die gesamte Westseite und Teile der Ost- und Nordseite bekannt. Es zählt zu den größten Lagern dieser Art, bis dato waren keine Anlagen dieses Umfangs zwischen Grassy Walls, Battledykes und Oathlaw, bekannt. Sein südwestlicher Quadrant ist komplett von Wald (Crow Wood) bedeckt. Sondierungsgrabungen bestätigten zweifelsfrei seine römische Provenienz und ließen auf ein mögliches zweites Lager, in seiner östlichen Hälfte, schließen. Der Ringgraben befindet sich im nordwestlichen Quadranten des Lagers. Er hat einen Innendurchmesser von 20 m und ist noch als kleine, noch bis zu 1 m hohe Bodenerhebung erkennbar.
Das Marschlager war von Südwesten nach Nordosten ausgerichtet, wobei die gesamte Südwestseite, zwei abgerundete Ecken und Teile der Südost- und Nordwestseite als Bewuchsmerkmale auf Luftbildern klar erkennbar sind. Ein Teil der Südostseite ist noch als 7–8 m breites, 0,4 m hohes und ca. 40 m langes Erdwerk im Crow Wood erhalten, das allerdings durch einen Entwässerungsgraben gestört wird. Es gibt dort jedoch mehrere Entwässerungsgräben, die durch den Wald schneiden und einer wurde in der Vergangenheit noch fälschlicherweise für einen römischen Graben gehalten. St. Joseph beobachtete auch zwei kleine Gräben an der Südostseite im östlichen Teil des Crow Wood und schlug vor, dass hier eines der Tore lag. Hier befindet sich eine niedrige Bodenerhebung mit einer Länge von etwa 10 m, einer Breite von 5,5 m und einer Höhe von 0,4 m, vermutlich der stark erodierte Rest eines Titulus. Auch in der Mitte der Südwestseite war ein Titulumtor sichtbar. Die Bewuchsmerkmale kennzeichnen drei Seiten des Lagers und zwei der ursprünglich wohl sechs Titulitore, eines in der Mitte der SO-Seite und eine am südlichen Ende der SW-Seite. Die Abmessung des Lagers betrug etwa 830 m (NO-SW) × 650 m und umfasste daher 54 ha, sein Graben war bis zu 3,6 m breit und 1,75 m tief.
St. Joseph beobachtete 1969 auch ein – mögliches – zweites Lager innerhalb von Lager I (Cardean II), mit Gräben im Nordwesten und Südosten. Sondierungen am Graben dieses Lagers ergaben, dass er etwa 2,4 m breit und 1 m tief war und absichtlich mit Lehm und Sand aufgefüllt worden war. Es maß von Südwesten nach Nordosten mindestens 310 m. Dies würde daher ein Lager von etwa 13,3 ha Größe bedeuten, seine Existenz ist jedoch unsicher.